# Etheostoma brevispinum
Etheostoma brevispinum és una espècie de peix pertanyent a la família dels pèrcids.

## Distribució geogràfica
Es troba a Nord-amèrica: conques dels rius Santee, Yadkin i Savannah a Carolina del Nord, el nord de Carolina del Sud i el sud de Virgínia (els Estats Units).